# Княжа вежа (Новгородський дитинець)
Княжа вежа (рос. Княжая башня) — чотирикутна глуха (непроїзна) вежа в південно-західній частині Новгородського дитинця. Башта в плані являє собою «квадрат» 9 × 9,8 м. Висота вежі з зубцями — 18,5 м, а товщина стін на рівні першого ярусу — 2 м. Вінчає вежу десятиметровий намет. Спочатку башта мала шість ярусів, перший і третій ярус спиралися на цегляні склепіння, нині перекриття розібрані. Вежа мала виходи на стіни (зараз закладені).

## Розташування
Княжа вежа розташована в південній частині Кремля між вежами Спаською та Кокуй. З двох сторін до Княжой вежі примикає Кремлівська стіна.

## Історія
Згадується в різний час по-різному: в 1626 році «за Боярським двором», «на государевому дворі» (тобто на Воеводському дворі) — у 1660-х і 1670-х рр., «Власьєвська», у 1694 році від назви церкви Власія на Волосовій вулиці на яку фасадом виходить вежа. Споруджена в 1484-1499 рр., ймовірно замість колишньої. Сучасну назву вежі введено в літературу на початку XX століття.
Вежа перебудовувалася в XVI столітті і під час будівництві Воєводського двору в кінці XVII століття, тоді у вежі збудували двоповерхову прибудову, яку як і вежу пристосували для потреб Воєводського двору. Тоді у вежі на першому поверсі був льох, а на другому — сушило (продовольчий склад). У 1784 році башта була пристосована під архіву Казенної палати. Під час археологічних розкопок Н. К. Реріха в 1910 році було виявлено нижню частину прибудови.
Під час Великої Вітчизняної війни Княжа вежа була відірвана від стін, але не впала. Досліджувалася вежа також А. В. Воробйовим і M. X. Алешковським в 1957 році.
30 квітня 1991 року впала ділянку стіни у Спаської вежі, а трохи згодом, у ніч з 3 на 4 травня, поруч обвалилася частина стіни між Спаською та Княжою вежею. У 1994—1996 рр., замість обваленого фрагмента стіни між Спаською та Княжою вежами зведено новий.
Вежа зображена на 5 рублевій російській банкноті.

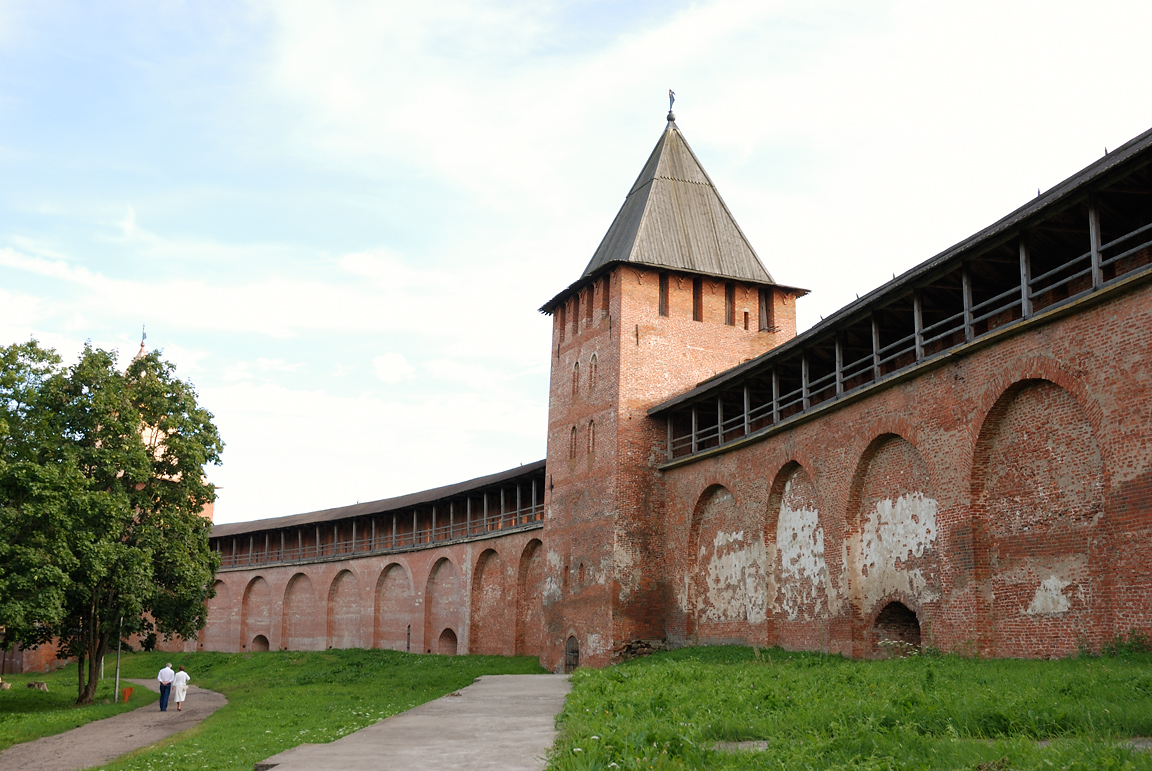

## Культурна спадщина
30 серпня 1960 року постановою Ради Міністрів РРФСР № 1327 «О дальнейшем улучшении дела охраны памятников в РСФСР» ансамбль Новгородського кремля прийнятий під охорону як пам'ятка державного значення.
У 1992 році Рішенням ювілейного засідання Комітету Всесвітньої спадщини ЮНЕСКО архітектурний ансамбль Новгородського кремля включений в Список Всесвітньої спадщини.